# 2MASS J14351720-0046130
2MASS J14351720-0046130 ist ein L0-Zwerg im Sternbild Jungfrau. Er wurde 2002 von Suzanne L. Hawley et al. entdeckt. Die Eigenbewegung des Objekts beträgt 24,7 mas/a.